# Hypochthoniella minutissima
Hypochthoniella minutissima är en kvalsterart som först beskrevs av Berlese 1904.  Hypochthoniella minutissima ingår i släktet Hypochthoniella och familjen Eniochthoniidae. Inga underarter finns listade i Catalogue of Life.